# Десолей, Дорьен
Дорьен Десолей (фр. Dorian Dessoleil; родился 7 августа 1992 года в Шарлеруа, Бельгия) — бельгийский футболист, защитник клуба «Антверпен».

## Клубная карьера
Десолей — воспитанник клуба «Шарлеруа» из своего родного города. 20 октября 2012 года в матче против «Льерса» он дебютировал в Жюпиле лиге. Летом 2013 года Дорьен перешёл в «Сент-Трюйден». 3 августа в матче против «Визе» он дебютировал в Первом дивизионе Бельгии. Спустя года Десолей перешёл в «Виртон». 2 августа в матче против своего предыдущего клуба «Сент-Трюйдена» он дебютировал за новую команду. 30 августа в поединке против «Хейста» Дорьен забил свой первый гол за «Виртон».
Летом 2015 года Десолей вернулся в «Шарлеруа». 12 декабря в поединке против «Ауд-Хеверле Лёвен» Дорьен забил свой первый гол за клуб.